# Szabó Péter (költő)
Szabó Péter (Arad, 1952. december 10. –) aradi magyar költő.

## Életútja, munkássága
Szülővárosában érettségizett 1972-ben a Ioan Slavici Líceumban. Elvégezte a helyi művészeti népiskola festészeti és grafikai szakát. 1980-tól a Fotóművészek Szövetségének tagja. Volt grafikus, kőfaragó, hordár, fényképész, majd a megyei mozivállalatnál mozigépész és filmellenőr.
Verset és riportot közölt a Művelődésben, Korunkban, Ifjúmunkásban, Vörös Lobogóban és a temesvári Orizontban, az aradi Tóth Árpád Irodalmi Kör Önarckép c. antológiájában (Arad, 1982), románul az Aradul literar (Arad, 1983) c. gyűjteményes kötetben.

## Kötetei
- Szerelembontás. Versek; Litera, Bukarest, 1980
- Ami fontos; Facla, Temesvár, 1985
- Kitárnám ablakom. Versek; Ortoepia, Déva, 2015
- Szisz-moll. Versek. Az aradi Kölcsey Egyesület könyve; Kölcsey Egyesület, Arad, 2015 (Fecskés sorozat)

## Díjak, elismerések
- 1986-ban elnyerte a Kiadói Főigazgatóság nívódíját.